# Лицей Генриха IV
Лицей Генриха IV (фр. Lycée Henri-IV) — среднее учебное заведение в Париже. Один из самых известных лицеев Франции, отличается высоким уровнем преподавания и результатов бакалавриата. Лицей расположен в V административном округе, недалеко от Латинского квартала, на холме св. Женевьевы.

## История
В 502 году на месте нынешнего лицея франкским королем Хлодвигом и его женой Клотильдой Бургундской было основано аббатство Петра и Павла. Аббатство подчинялось бенедиктинскому ордену. В 512 году в аббатстве была перезахоронена святая Женевьева. После неоднократного осквернения аббатства норманнами аббатство перешло к секулярным каноникам. В XII веке монастырь был реформирован аббатом Сугерием из Сен-Дени: светских каноников заменили так называемые регулярные каноники из марсельского аббатства Сен-Виктор. По указанию Сугерия здесь была основана мастерская переписчиков книг и библиотека.
В 1619 году Людовик XIII сделал комендатором аббатства кардинала Франсуа де Ларошфуко. Во время Французской революции каноники были изгнаны из аббатства, которое было провозглашено национальной собственностью.
Несмотря на неспокойное время, удалось сохранить богатую библиотеку монастыря, которая насчитывала 58 000 томов печатных книг и 2000 томов рукописей и считалась третьей библиотекой в Европе, после Ватиканской и Бодлианской библиотек. Само же аббатство было преобразовано в учебное заведение — центральную школу Пантеона. Вскоре школу переименовали в Лицей Наполеона. Этот лицей стал вторым лицеем в истории Франции, после Лионского лицея, который был основан в 1519 году. Во время Реставрации заведение было переименовано в лицей Пьера Корнеля, а затем в лицей Генриха IV. Лицей стал учебным заведением высшей аристократии, в частности здесь учился сын Луи-Филиппа I.

## Настоящее время
Лицей Генриха IV структурно состоит из коллежа (4-летний курс средней школы) и собственно лицея (3-летний курс старшей, школы), а также подготовительных классов для поступления в так называемые Высшие школы. Всего здесь учится до 2 500 учеников.
Коллеж посещают около 600 учеников преимущественно из пятого квартала Парижа. Однако здесь учатся и ученики из других районов города.
В отличие от коллежа, в лицей принимают исключительно за успеваемость. Таким образом, в лицей поступают ученики из всех школ Парижа и пригородов. Около 10—12 % учеников происходят из так называемых «проблемных» кварталов. Благодаря строгому отбору лицей имеет гораздо больше отличников, чем другие школы Парижа.
Отбор в подготовительные классы также осуществляется за успеваемость. Поскольку подготовительные классы лицея Генриха IV считаются одними из лучших во Франции, документы на поступление в них подают ученики со всей страны. При вступлении в «Большие школы» выпускники лицея традиционно имеют высокий процент удачно сданных вступительных экзаменов. В границах Парижа лицей Генриха IV традиционно соперничает с таким же успешным лицеем Людовика Великого.

## В культуре
Лицей является местом действия множества французских фильмов:
- «Бум» (фр. La boum, 1980)
- «Мой самый страшный кошмар» (фр. Mon pire cauchemar, 2011)
- «Молода и прекрасна», (фр. Jeune et Jolie, 2013)
- «Будущее» (фр. L'Avenir, 2016)
- «Великие умы» (фр. Les grands esprits, 2017)

## Галерея

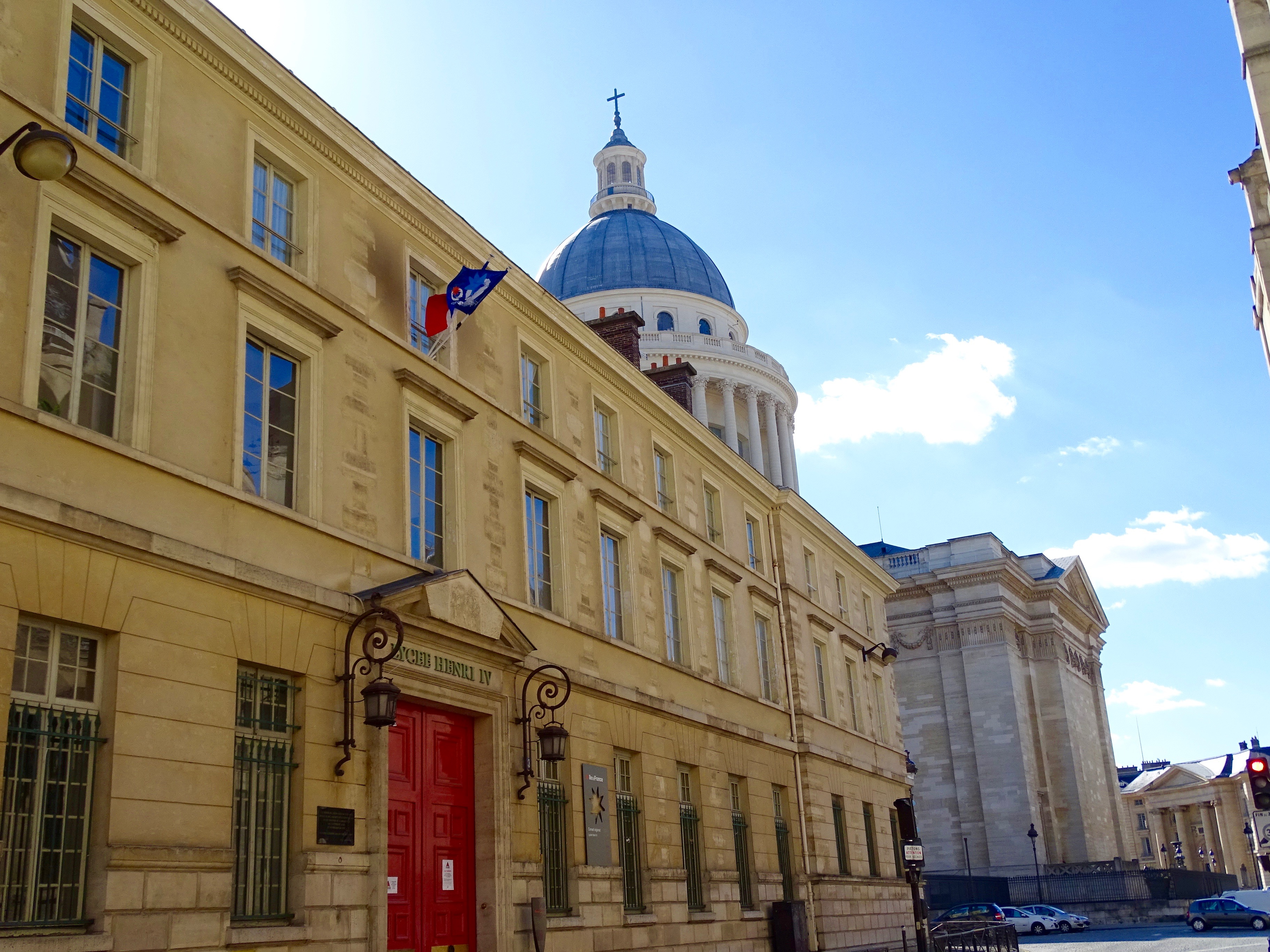
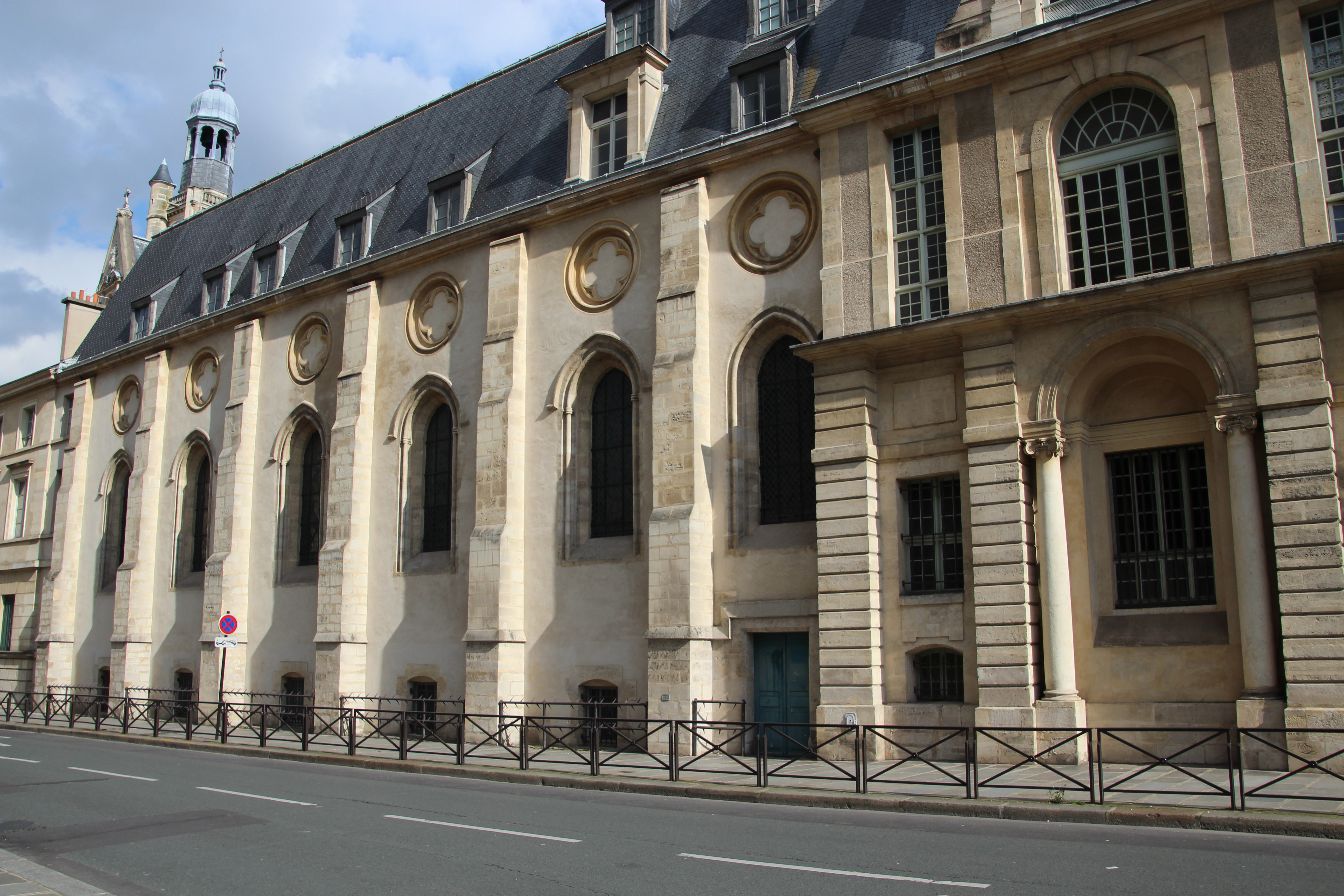
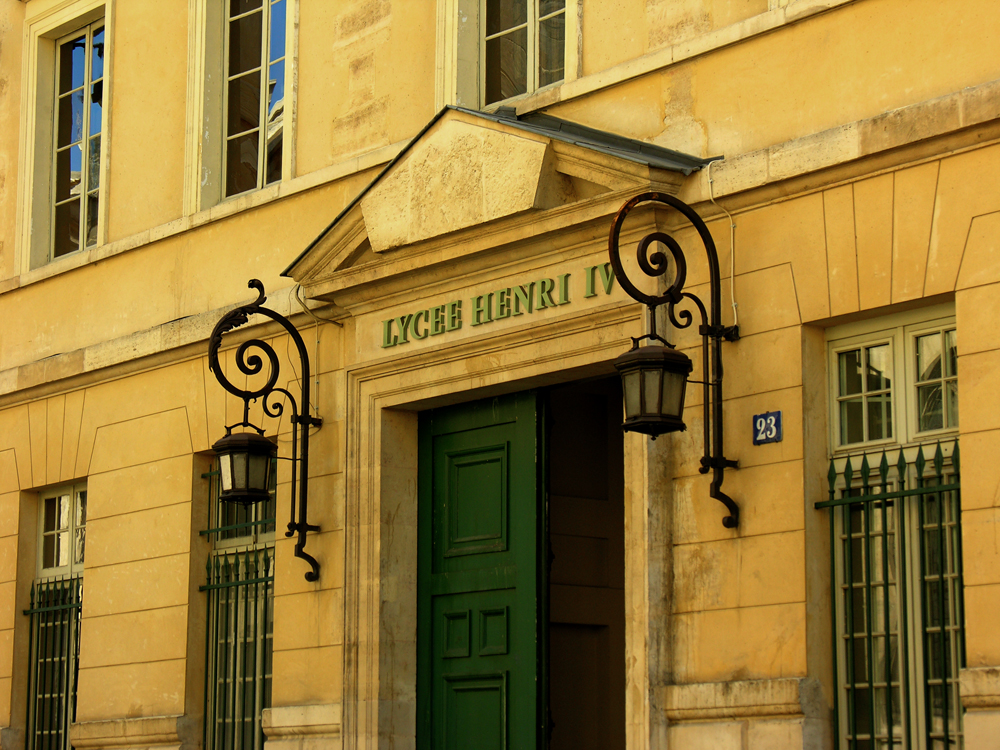
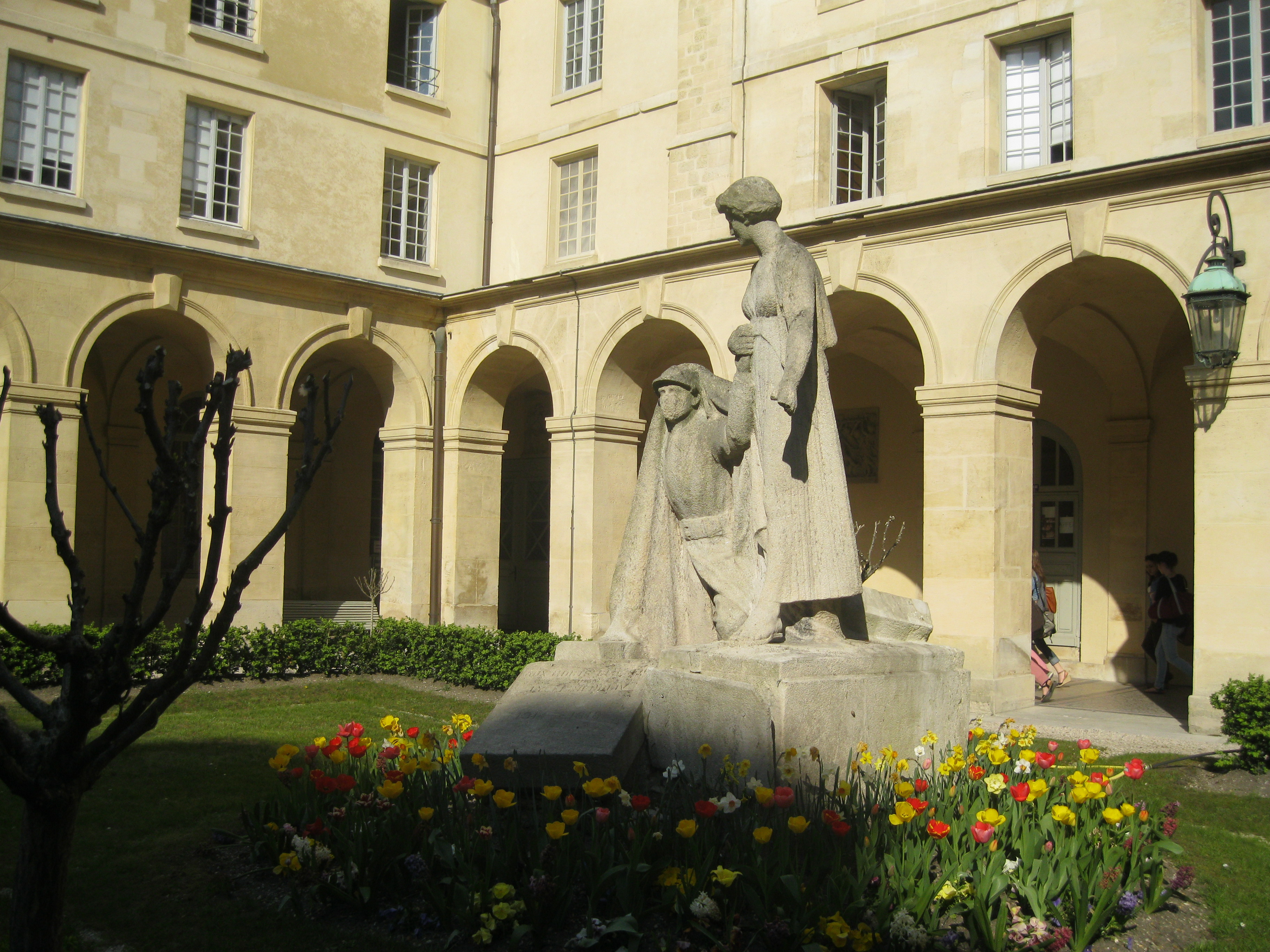